# سانتا جوستینا این کوله
سانتا جوستینا این کوله (به ایتالیایی: Santa Giustina in Colle) یک کومونه در ایتالیا است که در استان پادووا واقع شده‌است. طبق آمار ۳۱ دسامبر ۲۰۰۴ سانتا جوستینا این کوله ۱۷٫۹ کیلومتر مربع مساحت و ۶٬۸۲۳ نفر جمعیت دارد.